# Jíloviště
Jíloviště település Csehországban, Nyugat-prágai járásban. Jíloviště Prága, Líšnice, Zvole, Všenory, Vrané nad Vltavou, Trnová, Černošice, Černolice és Klínec településekkel határos. Lakosainak száma 709 fő (2024. január 1.).

## Népesség
A település lakosságának változását az alábbi diagram mutatja:
| Lakosok száma | 239  | 258  | 227  | 352  | 410  | 587  | 638  | 639  | 727  | 709  |
|               | 1869 | 1890 | 1921 | 1950 | 1980 | 2001 | 2017 | 2019 | 2022 | 2024 |